# Рок Стипчевић
Рок Стипчевић (Марибор, 20. мај 1986) бивши је хрватски кошаркаш. Играо је на позицији плејмејкера.

## Успеси

### Клупски
- Задар:
  - Првенство Хрватске (2): 2004/05, 2007/08.
  - Куп Хрватске (2): 2005, 2007.

- Ритас:
  - Куп Литваније (1): 2019.

- Крка:
  - Куп Словеније (1): 2021.
  - Друга Јадранска лига (1): 2022/23.

### Репрезентативни
- Медитеранске игре:  2009.